# Nemoptera aegyptiaca
Nemoptera aegyptiaca är en insektsart som beskrevs av Jules Pièrre Rambur 1842. Nemoptera aegyptiaca ingår i släktet Nemoptera och familjen Nemopteridae. Inga underarter finns listade i Catalogue of Life.

## Bildgalleri

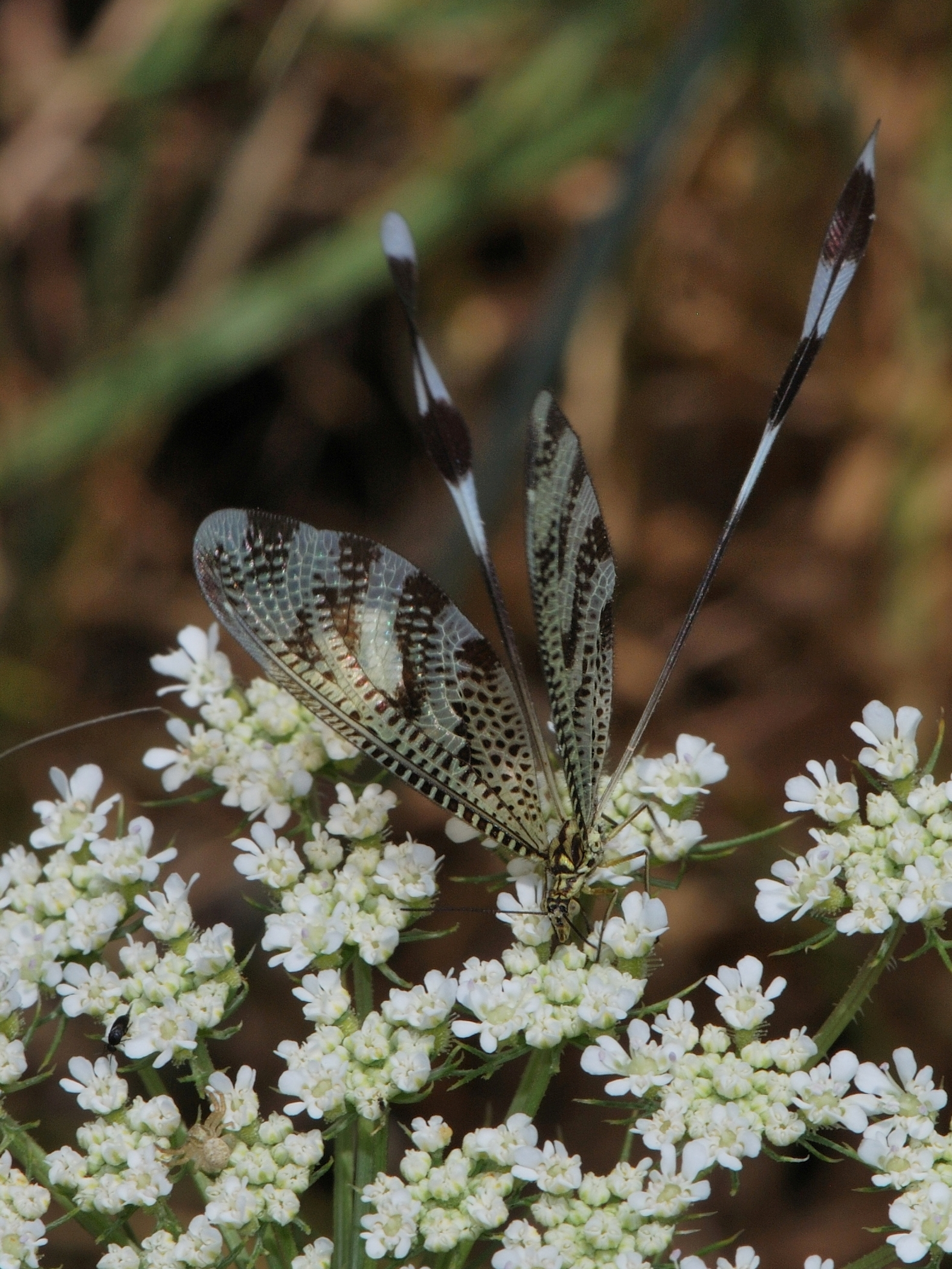